# Beyond the Rainbow
Beyond the Rainbow er en amerikansk stumfilm fra 1922 af Christy Cabanne.

## Medvirkende
- Harry T. Morey som Edward Mallory
- Billie Dove som Marion Taylor
- Virginia Lee som Henrietta Greeley
- Diana Allen som Frances Gardener
- James Harrison som Louis Wade
- Macey Harlam som Julien deBrisac
- Rose Coghlan som Mrs. Burns